# Realm of Kings
Realm of Kings è una storyline crossover pubblicata negli Stati Uniti d'America nel 2010 dalla Marvel Comics, scritta da Dan Abnett e Andy Lanning ed è un seguito di War of Kings.

## Storia editoriale
La serie incomincia con un one-shot che stabilisce la trama e viene seguito da una varietà di mini-serie che coinvolgono personaggi come la Guardia Imperiale Shi'ar, gli Inumani, i Guardiani della Galassia e Nova(Richard Rider). 
La storyline include anche la miniserie Realm of Kings: Son of Hulk, scritto da Miguel Munera, incentrato sul viaggio di Hiro-Kala nel Microverso.
Sia la serie di Nova che quella dei Guardiani della Galassia vengono interrotte dopo la conclusione di Realm of Kings, e gli eventi della storyline portarono direttamente a L'Ordine di Thanos.
La conclusione di Son of Hulk si intreccia con la Caduta degli Hulk e World War Hulk.
Realm of Kings venne pubblicata su Marvel Crossover dal numero 67 al 70 dalla Panini.

## Trama
Uno strappo nella trama dello spazio e del tempo chiamato la Faglia è stato creato dalla Bomba-Terrigene di Freccia Nera. La Faglia diventa presto la preoccupazione dei Guardiani della Galassia e della Nova Corps. Viene mandato Wendell Vaughn, l'originale Quasar, ad esplorare la Faglia, considerando che la sua forma di pura energia possa resistere alle sue tempeste. Quasar scopre che la Faglia è in realtà un tunnel che porta a un altro universo, dominato da delle creature malvagie che lo infestano come un cancro. È definito come il Cancroverso, dove la vita ha vinto e la morte ha perso. Quasar viene catturato dai Vendicatori del cancroverso, chiamati Rivendicatori (Revengers), intenzionati a preparare l'invasione dell'universo Marvel da parte dei loro signori, gli Esseri dai Molti Angoli.